# Patricia Nestler
Patricia Nestler (* 17. Mai 2001 in Radebeul) ist eine deutsche Volleyballspielerin.

## Karriere
Nestler begann ihre Karriere beim SV Motor Mickten-Dresden. 2011 wechselte sie zum VC Olympia Dresden. Im Alter von 14 Jahren spielte sie mit dem VCO erstmals in der Zweiten Bundesliga. Von der U14 bis zur U20 gewann sie zehn Medaillen bei deutschen Meisterschaften. Mit der deutschen Juniorinnen-Nationalmannschaft nahm die Libera an der Weltmeisterschaft 2017 sowie den Europameisterschaften 2017 und 2018 teil.
2020 wechselte sie zum Erstligisten Schweriner SC Mit Schwerin gewann sie den DVV-Pokal 2020/21 im Finale gegen den SC Potsdam und kam in den Bundesliga-Playoffs ins Halbfinale. Im DVV-Pokal 2021/22 schied der Verein im Achtelfinale aus, bevor er in der  Bundesliga wieder ins Halbfinale kam. Im DVV-Pokal 2022/23 gelang den Schwerinerinnen der erneute Titelgewinn gegen Potsdam, aber im Playoff-Halbfinale schieden sie gegen denselben Gegner aus. Mit der deutschen Volleyball-Auswahl belegte Nestler Anfang August 2023 bei den Summer World University Games in Chengdu (China) den sechsten Platz. Anschließend wechselte sie zu den Roten Raben Vilsbiburg. Mit Vilsbiburg kam sie im DVV-Pokal 2023/24 ins Halbfinale und in der Liga ins Viertelfinale. Danach wurde sie vom Dresdner SC verpflichtet.